# 合肥工业大学校友列表
本列表收录在合肥工业大学（含历史上组成或并入的有关学校）学习过的知名人物。列表将人物粗分为数大类，并遵循各类人物不重叠的原则进行编辑。

## 政府官员
- 苗圩：1982年内燃机专业毕业，曾任中華人民共和國工業和信息化部部長，中共湖北省委常委、武漢市委書記，東風汽車公司總經理。
- 倪岳峰：1987年自动化专业硕士研究生毕业，现任中共河北省委书记。
- 宁吉喆：1982年毕业于电气工程系。现任国家发展和改革委员会党组成员、副主任，国家统计局局长（正部长级）。
- 王思齐：1965年毕业于机械系精仪专业。曾任贵州省政协主席。
- 徐立全：1982年2月毕业于电气工程系工业电气自动化专业，现任湖北省政协主席。
- 王国平：1976年毕业，曾任浙江省委常委、杭州市委书记、市人大常委会主任。
- 奚国华：1977年毕业于自动化专业。曾任中国移动通信集团公司党组书记、董事长，工业和信息化部副部长，党组成员、中共十七届中纪委委员。
- 高祀仁：1968年毕业于采矿系，现任中央人民政府驻香港联络办主任，中共第十六届中央委员，中共第十四届、第十五届中央候补委员，曾任广东省委副书记、广州市委书记。
- 程安东：1962年毕业于采矿系。曾任十届全国政协常委，中共陕西省委副书记，陕西省人民政府省长、党组书记。
- 叶青：1953年毕业。现任神华集团有限责任公司董事长、党组书记。九届、十届全国政协常委。十届全国政协人口资源环境委员会副主任。
- 邵桂芳：1963年8月至1969年9月，采矿工程系学习。现任山东省人大常委会副主任、党组副书记，省人大法制委员会主任委员，党的十四大代表，七届全国人大代表，省八次党代会代表。
- 曾晓东：1963年9月毕业于地质系，高级工程师。现任国家环保总局党组成员、中央纪委派驻国家环保总局纪检组长。
- 蔡其华：1982年1月毕业于水利系农田水利专业。现任中共长江委党组书记、长江委主任，中共十六大代表，九届、十届全国人大代表。
- 贾成炳：1965年7月毕业于机械工程系铸造专业，现任中央大型企业监事会主席，曾任机械工业部人劳司司长、办公厅主任、部党组成员。
- 王鹤龄：1973年12月毕业于地质系，1997年3月任安徽省工商联会长1998年1月任全国工商联常委，八届安徽省政协副主席，省工商联会长。是九届全国政协常委。
- 郑牧民：1973年12月毕业于地质系矿产地质系专业。现任九届安徽省政协副主席。
- 曾晓东：1963年9月毕业于地质系。国家环保总局党组成员、中央纪委派驻国家环保总局纪检组长。
- 陈万志：1968年毕业于机械系。曾任重庆市政协副主席。
- 王淑森：1958年8月至1964年7月函授班学习。曾任贵州省人大常委会副主任。
- 胡连松：1979年毕业于农业机械系。曾任安徽省人大常委会副主任。
- 刘光复：1978年9月至1981年12月机械二系机硕士研究生。曾任安徽省政协副主席。
- 赵韩：1982年毕业于农机系。曾任安徽省政协副主席。
- 李宏塔：1976年毕业于电机系。曾任安徽省政协副主席。
- 林元和：1976年毕业于机械系。曾任广东省广州市政协主席。
- 唐承沛：1985年毕业于土木工程系。现任民政部副部长。
- 张大方：1982年毕业于计算机应用专业。现任湖南省政协副主席。
- 张维宁：1982年毕业于半导体器件专业。现任河南省人大常委会副主任。
- 钟自然：1983年毕业于地质系。现任国土资源部党组成员，中国地质调查局局长。

## 企业界
- 祝义才：1989年毕业，雨润集团董事长，2004年居江苏富豪之首。
- 徐平：1982年1月毕业，获工学学士学位。东风汽车有限公司董事、党委书记兼副总裁。
- 左延安：安徽江淮汽车集团有限公司董事长、总经理、安徽省第八届政协常委、安徽省汽车工程学会副理事长等职，天津大学兼职教授。
- 李立功：1989年毕业于光电子技术专业，现任中国电子科技集团副总经理。
- 李宏鸣：1982年毕业于工业自动化专业，曾任徽商银行董事长。
- 朱福壽：東風汽車公司首席執行官。
- 刘敬桢：1991年毕业于系统自动化专业。现任中国机械工业集团有限公司副总经理。
- 锁炳勋：毕业于无机化工专业。曾任安徽金种子集团有限公司董事长。
- 刘汉如：汽车系毕业。现任华菱星马汽车（集团）股份有限公司董事长。
- 曹仁贤：1993年毕业。现任阳光电源股份有限公司总经理。
- 余夕志：1982年毕业于化工系无机化工专业，现任中国石化集团茂名石化公司总经理。
- 杨桂生：1984年毕业于化工系高分子化工专业，现任上海杰事杰新材料股份有限公司董事长。
- 冯鑫：1993年毕业于管理工程系工业管理工程专业。现任暴风集团董事长。

## 学术界
- 李健：1976年毕业于机械制造系，武汉大学党委书记（副部长级）。
- 查红彬：1983年，电气工程系毕业，北京大学信息科学中心教授、博导，教育部长江学者奖励计划特聘教授，北京大学信息科学技术学院副院长，视觉与听觉信息处理国家重点实验室主任，智能科学系主任，合肥工业大学客座教授。
- 孙大中：院士已故，1955年执教于合肥工业大学。
- 陈维江：1982年毕业于电力系统及其自动化专业，国家电网公司副总工程师，中国科学院院士。
- 吴信东：1984年8月获微型机应用研究所计算机应用学士学位，2001年9月至今，在美国佛蒙特(Vermont)州的佛蒙特大学计算机科学系任(正)教授和系主任，世界著名国际数据挖掘大师。
- 董树文：1975年毕业于地质系。现任中国地质科学院副院长兼中国地质学会理事，国际地学计划(IGCP)中国全委会秘书长，北京市学位委员会委员。
- 徐南平： 1978年9月至1982年7月在无机化工专业学习，获学士学位。中国工程院院士。工学博士，教授，博士研究生导师。现任南京工业大学党委常委，副校长，膜科学技术研究所所长，江苏省材料化学工程重点实验室主任，江苏省膜工程研究中心主任；中国膜领域国家“973”项目首席科学家。
- 卢秉恒：1967年毕业。中国工程院院士。工学博士，教授，西安交通大学机械工程学院博士生导师。现任“十五”国家863计划先进制造技术与自动化领域专家委员会专家，国家自然科学基金委员会首届咨询专家，教育部高等学校机械设计制造及其自动化专业教学指导分委员会副主任委员，教育部RP&M工程中心负责人。
- 陈鲸：1963 年毕业。中国工程院院士。曾任低截获概率信号重点实验室学术委员会委员。现任总参谋部第五十七研究所工程师、博士生导师
- 林寿发： 构造地质学专家，加拿大滑铁卢大学地球科学系终身教授。1979年～1986年，在地质系学习，获学士、硕士学位。
- 潘复生：1982年毕业于化工系粉末冶金专业，中国工程院院士，现任重庆大学国家镁合金材料工程技术研究中心主任，国务院学位委员会学科评议组成员。第九届、第十一届全国政协委员，第十届全国人大代表。
- 杨善林：1982年毕业于计算机应用专业。中国工程院院士。曾任合肥工业大学副校长，现任合肥工业大学学术委员会主任。
- 刘明：1985年毕业。中国科学院院士。现任中国科学院微电子研究所研究员、博士生导师、中国科学院微电子器件与集成技术重点实验室主任。
- 宛新华：1985年毕业于化工系高分子化工专业，现任北京大学高分子化学与物理教育部重点实验室主任，国家杰出青年基金获得者，长江学者特聘教授。
- 俞汉青：1986年毕业于化工系无机化工专业，现任中国科学技术大学教授，国家杰出青年基金获得者，长江学者特聘教授。
- 江志斌：1982年毕业，现任上海交通大学工业工程与管理系主任，长江学者特聘教授。
- 石照耀：1984年毕业于精密计量仪器专业，现任北京工业大学科技处处长，长江学者特聘教授。
- 祝连庆：1984年毕业，现任北京信息科技大学教授，“长江学者创新团队”带头人，第十二、十三届全国政协委员。
- 俞书宏：1988年毕业于无机专业。现任中国科技大学化学与材料科学学院教授、副院长，国家杰出青年基金获得者，长江学者特聘教授。
- 盛政明：1987年毕业于应用物理系。现任上海交通大学特聘教授、博士生导师，国家杰出青年基金获得者，长江学者特聘教授。